# Evgenij Miroshnichenko
|       |       |       |       |       |       |       |       |       |  |
|       | a8    | b8    | c8 rd | d8    | e8    | f8 bd | g8    | h8 rd |  |
| a7 rl | b7    | c7    | d7    | e7 pd | f7 kd | g7    | h7 pd |       |  |
| a6    | b6    | c6    | d6    | e6    | f6 nd | g6 pd | h6    |       |  |
| a5    | b5 pd | c5    | d5 qd | e5    | f5    | g5    | h5    |       |  |
| a4    | b4    | c4    | d4 pl | e4    | f4    | g4    | h4    |       |  |
| a3    | b3    | c3 pl | d3    | e3    | f3 ql | g3 pl | h3    |       |  |
| a2    | b2    | c2 pl | d2    | e2    | f2 pl | g2    | h2 pl |       |  |
| a1    | b1    | c1 bl | d1    | e1 kl | f1    | g1    | h1 rl |       |  |
|       |       |       |       |       |       |       |       |       |  |

Evgenij Miroshnichenko (nacido el 23 de diciembre de 1977 en Ucrania). Es un Gran Maestro Internacional de ajedrez ucraniano.
Campeón de Ucrania en 2003 y 2008.
En la lista de enero de 2009 de la FIDE, tiene una puntuación elo de 2667.

## Partidas notables
David Navara (2602) - Evgenij Miroshnichenko (2599) [B04], CE Antalya 2004

1.e4 Cf6 2.e5 Cd5 3.d4 d6 4.Cf3 dxe5 5.Cxe5 Cd7 6.Cxf7 Rxf7 7.Dh5+ Re6 8.g3 b5 9.a4 c6 10.Cc3 g6 11.Ah3+ Rf7 12.Df3+ C7f6 13.Axc8 Txc8 14.axb5 cxb5 15.Txa7 Cxc3 16.bxc3 Dd5 (0-1)